# Sofia Uggla
Sofia Helena Uggla, född 9 februari 1972, är en svensk översättare från ukrainska och ryska till svenska.
Sofia Uggla är utbildad vid Litterära översättarseminariet på Södertörns högskola. Hon har dessutom avlagt filosofie kandidatexamen i ryska – en examen som också inkluderar ukrainska språket – vid Uppsala universitet och studerat ryska vid Ryska statliga humanistiska universitetet, RGGU, i Moskva.